# Capteur à effet Hall
Un capteur à effet Hall permet de mesurer une variation de champ magnétique. En général on les appelle effet Hall lorsqu'une électronique interne au capteur le rend plus performant en amplifiant ou traitant le signal avant transmission, limitant ainsi les risques de perturbations d'environnement. Ce sont donc des capteurs actifs, nom donné à la catégorie de ceux avec traitement du signal (autant analogique que numérique). Ces actifs ont toujours trois broches minimum. Ce n'est pas un signe distinctif, mais si une tresse de masse protège la liaison et qu'elle est reliée à une broche, ce n'est pas un actif (ils sont très souvent sans tresse de masse).
Ils peuvent donc servir par exemple à fabriquer un teslamètre. 
Dans la mesure où un courant électrique engendre un champ magnétique, on se sert aussi d'un capteur à effet Hall particulier pour mesurer l'intensité d'un courant électrique, capteur appelé capteur de courant à effet Hall.

## Principe de fonctionnement
Basé sur la découverte de l'effet Hall par Edwin H. Hall en 1879, c'est une conséquence de la loi de la force de Lorentz, qui stipule que lorsqu'une charge q se déplaçant à la vitesse v est sollicitée par un champ d'induction magnétique B, elle est soumise à une force F, perpendiculaire au champ électrique E, exprimée selon l'équation suivante:
{\displaystyle {\vec {F}}=q({\vec {E}}+{\vec {v}}\wedge {\vec {B}})}
Le dispositif à effet Hall est plat, mince et rectangulaire. Il est constitué d'un conducteur ou semi-conducteur. Deux paires d'électrodes sont placées de part et d'autre de ses côtés comme illustré. 

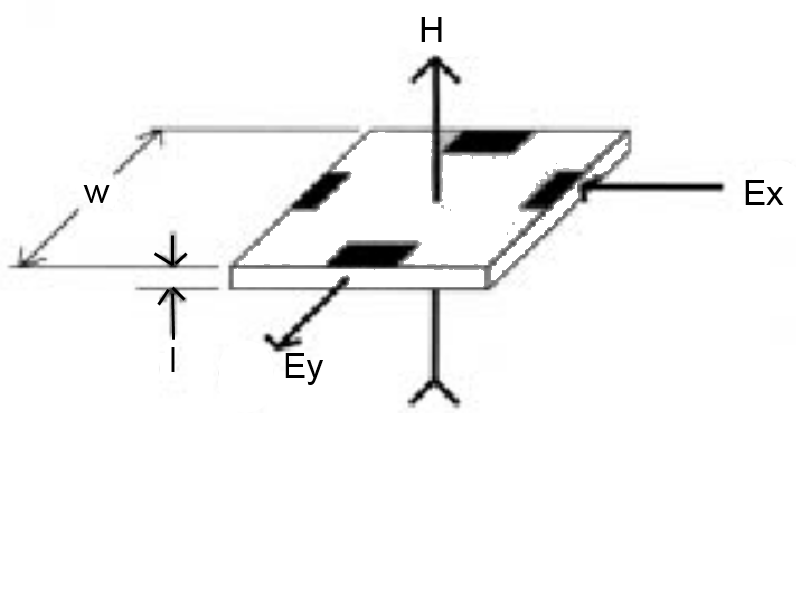
Capteur à effet Hall. Un champ magnétique H appliqué perpendiculairement à la surface du capteur, parcouru par un courant le long de la direction x, va engendrer une tension le long de la direction y. Ex est le champ électrique appliqué le long de l'axe x, et Ey est le champ de Hall le long de l'axe y.

Un champ électrique est appliqué le long de l'axe {\displaystyle E_{x}}. Quand un champ magnétique {\displaystyle B_{z}} est appliqué perpendiculairement à la surface du dispositif, les charges libres parcourant l'axe {\displaystyle E_{x}} , seront déviées vers l'axe de tension de Hall ou {\displaystyle E_{y}}. Comme le courant ne peut pas circuler dans l'axe {\displaystyle E_{y}}, cela va provoquer une accumulation de la charge le long de l'axe {\displaystyle E_{y}} qui permettra de créer un champ électrique qui produit une force modifiant la trajectoire des charges en créant une composante de courant sur l'axe {\displaystyle E_{y}}:
{\displaystyle E_{y}=v_{x}B_{z}}
où {\displaystyle v_{x}} est la vitesse moyenne de dérive des électrons (ou porteurs majoritaires). Dans un conducteur qui contient n charges libres par unité de volume ayant une vitesse de dérive moyenne de {\displaystyle v_{x}} , la densité de courant est :
{\displaystyle J_{x}=qnv_{x}}
et
{\displaystyle E_{y}=J_{x}B_{z}/qn=R_{h}J_{x}B_{z}}
Avec {\displaystyle R_{h}} le coefficient de Hall.
Un semi-conducteur est traité en termes de la mobilité µ (dérive vitesse / de champ) du support de la majorité (électron ou un trou) et la conductivité σ. Dans ce cas:
{\displaystyle E_{y}=\mu E_{x}B_{z}} et {\displaystyle E_{x}=J_{x}/\sigma }
Donc
{\displaystyle E_{y}=(\mu /\sigma )*J_{x}B_{z}} et {\displaystyle R_{h}=\mu /\sigma }
La valeur de {\displaystyle R_{h}} varie sensiblement d'un matériau à l'autre et dépend à la fois de la température et de l'amplitude du champ mesuré. Ses caractéristiques peuvent être contrôlées dans une certaine mesure par dopage du matériau de base avec quelques impuretés. Par exemple, le dopage à l'arsenic ou au germanium peut réduire la dépendance de la température au détriment de la sensibilité.
Le courant de commande typique pour les dispositifs à effet Hall est de 100 mA, mais certains fonctionnent à des courants plus faibles, de l'ordre de 1 mA. Les sensibilités varient de 10 mV/T à 1,4 V/T . Le capteur est généralement petit (de l'ordre de 10 mm2 de 0,5 mm d'épaisseur), et une version à trois axes peut être logée dans une petite boîte. Ces dispositifs sont très efficaces pour la mesure de densités de flux allant de 50mT à 30T.

## Utilisation
Le dispositif à effet Hall est probablement le capteur le plus familier pour mesurer de forts champs magnétiques, il est aussi utilisé comme détecteur de position sans contacts, dans les moteurs sans balais par exemple, en détectant la variation de champ magnétique lors du passage des pôles du rotor ou d'une pièce magnétique disposée de telle sorte qu'elle représente l'image des pôles de la machine.
Ils sont également utilisés en mécanique pour la détection de la position ou de la vitesse d'une pièce, par exemple un arbre tournant. C'est le cas sur les moteurs à explosion, généralisés sur les moteurs modernes (injection, Hdi, etc.) des capteurs de point mort haut et de position d'arbre à cames. La présence d'un environnement salissant rend les optiques moins fiables.
Les touches, claviers d'instruments de musique électroniques de qualité correcte sont pourvues de capteurs à effet Hall pour tenir compte de la dynamique de l'appui, en remplacement des contacteurs classiques. Ils éliminent aussi l'usure des contacts électriques classiques.
De nombreux modèles d'ordinateurs portables, certains smartphones et certaines tablettes numériques possèdent un capteur à effet Hall pour détecter la fermeture du couvercle, la présence d'une housse à clapet ou l'approche de l'oreille de l'utilisateur [réf. nécessaire].